# 목포서산초등학교 충무분교
목포서산초등학교 충무분교는 대한민국 전라남도 목포시에 있었던 공립 초등학교이다.

## 학교 연혁
- 1951년 10월 9일: 무안군 고하도국민학교 개교
- 1953년: 충무국민학교 개칭
- 1985년 3월 1일: 목포서산국민학교 충무분교 격하
- 1996년 3월 1일: 목포서산초등학교 충무분교 개칭
- 2025년 2월 28일: 폐교 및 목포서산초등학교 통폐합, 74년만에 폐교

## 참고 자료
- 목포서산초등학교충무분교장 - 한국교육학술정보원 학교알리미